# Tchads nationalforsamling
Nationalforsamlingen (fransk:Assemblée Nationale) er Tchads parlament. Det har 155 medlemmer, som bliver valgt ind hver fjerde år. Mouvement patriotique du Salut har for tiden flertal i parlamentet.
| Politik | Spire Denne artikel om politik og ideologi er en spire som bør udbygges. Du er velkommen til at hjælpe Wikipedia ved at udvide den. |

12°07′37″N 15°04′45″Ø / 12.1269°N 15.0792°Ø